# Organización político-administrativa de la República Árabe Saharaui Democrática
La República Árabe Saharaui Democrática estaría subdivida en 6 provincias en el caso de obtener la soberanía sobre el Sahara Occidental:
| Número | Provincia     | Capital        | Superficie |
| ------ | ------------- | -------------- | ---------- |
| 1      | Auserd        | La Güera       | 65.000 km² |
| 2      | Assa-Zag      |                | 5.000 km²  |
| 3      | Bojador       | Bojador        | 40.000 km² |
| 4      | El Aaiún      | El Aaiún       | 30.000 km² |
| 5      | Esmara        | Esmara         | 60.000 km² |
| 6      | Oued Ed-Dahab | Villa Cisneros | 55.000 km² |

La Zona Libre establecida en 1991 se encuentra dividida en siete regiones militares, que son: Zug, Tifariti, Miyec, Meharrize, Bir Lehlu, Dougaj y Agwanit.